# Foriscapi
El foriscapi era un dret medieval que rebia el propietari d'un territori de l'emfiteuta pel seu consentiment quan el lloc on estava establert del domini del censatari a un tercer. Tenia unes característiques molt semblants al lluïsme. Generalment equivalia a un terç del valor d'allò establert. Desapareixia aquest dret si el senyor utilitzava el dret de fadiga.